# Canis latrans latrans
Равнинный койот (лат. Canis latrans latrans) — подвид койота.

## Описание
Это самый крупный подвид, с довольно бледным мехом и большими коренными зубами.

## Ареал
Распространён в канадских прериях юго-восточной Альберты, южного Саскачевана и крайнего юго-запада Манитобы. Обитает также в США (Южная Дакота; Монтана; Вайоминг; Колорадо, к востоку от Скалистых гор; северо-восточная часть Нью-Мексико; Северная Дакота, кроме северо-восточной части; северо-западная Оклахома и северный Техас).